# Kauko Kauppinen
Kauko Kauppinen, né le 12 janvier 1940, à Vihti, en Finlande, est un ancien joueur finlandais de basket-ball.